# Schloss Mauern (Escheldorf)

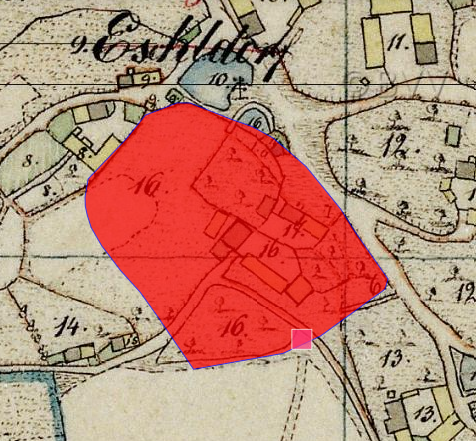
Lageplan von Schloss Mauern (Escheldorf) auf dem Urkataster von Bayern

Die denkmalgeschützten untertägigen Reste des abgegangenen Schloss Mauern liegen in dem Ortsteil Escheldorf der oberpfälzer Gemeinde Reuth bei Erbendorf im Landkreis Tirschenreuth. Das Schloss in Escheldorf war unter dem Namen Mauer bekannt. Die Anlage wird als Bodendenkmal unter der Aktennummer D-3-6138-0161 im Bayernatlas als „archäologische Befunde des Mittelalters und der frühen Neuzeit im Bereich des ehem. Schlosses "Mauern" in Escheldorf“ geführt. 

## Geschichte
In dem leuchtenbergischen Lehensverzeichnis von 1252 erscheint auch Escheldorf. Besitzer waren von 1478 bis 1515 die Trautenberg, ihnen folgten 1515–1563 die Erlbeck und dann 1563–1629 die Giech. 1629 wird Wolf Achaz von Giech und 1630 Georg Dietrich von Giech auf Escheldorf und Mauern genannt. Die Giech hatten den Mauerhof als brandenburgisches Lehen und als Landsasserei inne. Auf diese folgten 1653–1721 die Penkendorf und dann 1721–1750 die Sparneck. Die nächsten Besitzer waren zwischen 1750 und 1811 die Waldenfels, seit 1796 ist hier Philipp Wilhelm von Waldenfels der Gutsherr. Escheldorf wurde 1811 allodifiziert und an Freiherrn von Reitzenstein auf Reuth verkauft.
Die Patrimonialgerichtsbarkeit kam nach Reuth im Landgericht Kemnath und Escheldorf wurde 1808 nach Röthenbach eingemeindet. 1931 erfolgte eine Umgliederung in den Landkreis Neustadt an der Waldnaab und 1972 die Eingemeindung nach Reuth bei Erbendorf.

## Schloss Mauern einst und jetzt
Anfang des 17. Jahrhunderts sind die Sitze zu Eschelsdorf und Röthenbach abgegangen. Laut der bayerischen Denkmalliste gibt es archäologische Befunde aus dem Mittelalter und der frühen Neuzeit im Bereich des ehemaligen Schlosses Mauern in Escheldorf. 